# Opal City
Opal City az Amerikai Egyesült Államok északnyugati részén, Oregon állam Jefferson megyéjében elhelyezkedő önkormányzat nélküli település.